# クロウ/飛翔伝説
『クロウ/飛翔伝説』（クロウ ひしょうでんせつ、英: The Crow）は、1994年のアメリカ映画。ジェームズ・オバーによるコミック『ザ・クロウ』を実写化したものである。主演のブランドン・リーは撮影中に事故で死亡した。

## あらすじ
歓楽に耽り荒廃した近未来都市デトロイト。この街では近年、ハロウィン前日である10月30日夜は「悪魔の夜」と呼ばれ、無法者たちが暴れまわり破壊と暴虐の限りを尽くしていた。
とある年の「悪魔の夜」、結婚式を翌日に控えていたロック・ミュージシャンのエリックと婚約者シェリーは、ティンティン、ファンボーイ、Ｔバード、スカンクという四人の無法者たちの手によって暴行の末に惨殺された。だがその一年後にエリックは、死の国の使者であるカラスの神秘の力を得て、不死身の復讐者として冥界から甦ってきたのだった。
無法者の下っ端ティンティンをその復讐の手始めにしたエリックは、奪われた自分たちの婚約指輪を取り返し、警察の無力さに心を痛めていた事件担当警官アルブレヒトに、自分の目的を宣言する。そして生前の友人でもあった少女サラと再会し、彼女の母ダーラを無法者たちが街に蔓延させていた悪徳から救い出しながら、ファンボーイ、Ｔバードを処刑する。
しかしエリックが無法者たちの組織を探るうちに、やがてその悪の首魁トップ・ダラーは自分たちへの復讐者の存在に気付いてしまう。トップ・ダラーは残るスカンクを餌に、逆襲に転じはじめた。エリックは、自分が行っている復讐の余波に悩みながらも、それを迎え撃つのだった。

## キャスト
| 役名                   | 俳優                           | 日本語吹替                          | 日本語吹替                          |
| 役名                   | 俳優                           | ソフト版                            | テレビ東京版                        |
| ---------------------- | ------------------------------ | ----------------------------------- | ----------------------------------- |
| エリック・ドレイヴン   | ブランドン・リー               | 池田秀一                            | 宮本充                              |
| サラ                   | ロシェル・デイヴィス           | 坂本千夏                            | 深見梨加                            |
| アルブレヒト巡査部長   | アーニー・ハドソン             | 大塚明夫                            | 菅生隆之                            |
| トップ・ダラー         | マイケル・ウィンコット         | 麦人                                | 大友龍三郎                          |
| マイカ                 | バイ・リン                     | 雨蘭咲木子                          | 沢海陽子                            |
| シェリー・ウェブスター | ソフィア・シャイナス           | 井上喜久子                          | 相沢恵子                            |
| ダーラ                 | アンナ・トムソン               | さとうあい                          | 小宮和枝                            |
| Ｔバード               | デヴィッド・パトリック・ケリー | 千田光男                            | 天田益男                            |
| スカンク               | エンジェル・デヴィッド         | 中村雄一                            | 中村雄一                            |
| ティンティン           | ローレンス・メイソン           | 森川智之                            | 二又一成                            |
| ファンボーイ           | マイケル・マッシー             | 古田信幸                            | 伊藤栄次                            |
| グランジ               | トニー・トッド                 | 大友龍三郎                          | 石塚運昇                            |
| ギデオン               | ジョン・ポリト                 | 島香裕                              | 島香裕                              |
| ミッキー               | ビル・レイモンド               |                                     |                                     |
| トーレス               | マルコ・ロドリゲス             | 大滝進矢                            | 金尾哲夫                            |
| その他                 | N/A                            | 岩田安生 水野龍司 鈴木勝美 沢海陽子 | 佐藤正治 速見圭 星野充昭 小形満     |
|                        |                                |                                     |                                     |
| 演出                   | 演出                           | 清水勝則                            | 清水勝則                            |
| 翻訳                   | 翻訳                           | 武満眞樹                            | 武満眞樹                            |
| 調整                   | 調整                           |                                     | 佐竹徹也                            |
| 効果                   | 効果                           |                                     | 南部満治                            |
| 担当                   | 担当                           |                                     | 柴川謙一 （ザック・プロモーション） |
| プロデューサー         | プロデューサー                 |                                     | 深澤幹彦 渡邉一仁 （テレビ東京）    |
| 配給                   | 配給                           |                                     | エス・ピー・エンタープライズ        |
| 制作                   | 制作                           | ザック・プロモーション              | テレビ東京 ザック・プロモーション   |
| 制作協力               | 制作協力                       |                                     | 武市プロダクション                  |
| 初回放送               | 初回放送                       |                                     | 1997年9月25日 『木曜洋画劇場』      |

※2016年10月5日発売の4Kリマスター・スペシャル・エディションBlu-rayにはソフト版に加え、テレビ東京の日本語吹替を収録。

## ブランドン・リー死亡事故

### 経過
1993年3月31日 深夜0時30分頃、ノースカロライナ州ウィルミントンのスタジオで、主人公エリック(ブランドン・リー)がギャングのファンボーイ(マイケル・マッシー)に撃ち殺されるシーンの撮影が行われた。
マッシーは約4.5メートル離れたリーに向けて空砲を4発撃ち、同時にリーの体に仕掛けられた血糊と買い物袋の弾着火薬が炸裂してリーが倒れた。すべて予定通り行われたかに見えたが、カメラが止まってもリーは起き上がらない。ふざけているのだろうと誰も気にも留めずにいると、撮影スタッフの1人が彼の体の右下に血糊よりもはるかに多い血だまりがあることに気が付き、急いで救急車を呼んだ。
当初は弾着火薬による負傷と思われたが、医師は腹部に小さな穴を見つけ、レントゲン検査で脊髄に食い込む弾丸を確認した。血管や腸の損傷がひどく出血が止まらないため最終的に30リットル(成人男性5人分)の血液が輸血され、手術は5時間に及んだ。婚約者のエリザ・ハットンが病院に駆けつけたが、集中治療室に入れられており最後まで面会できないまま午後1時4分に死亡した。

### 原因
主要な銃撃シーンはJ・B・ジョーンズというベテランが担当し、リーは既に50発近く撃たれていた。ほとんどの銃撃シーンを撮り終えたのでジョーンズは現場を離れ、残りは経験の浅い小道具係に任された。
マイケル・マッシーが撃ったS&W M29は、事故の2週間前にクローズアップショットで使用されていた。リボルバーはシリンダー先端に弾頭が見えるのでアップで撮影するときはダミーカートリッジを装填するのだが、手配する時間がなかったため小道具係は実弾を銃砲店で購入し、火薬を取り除いて自作した。ところが雷管(プライマー)を除去していなかった。その後どの時点かわからないが銃を手にした俳優かスタッフが引き金を引き、雷管の小さな爆発で弾頭が押し出され銃身内に留まったと考えられる。撮影が終わったあと担当者はカートリッジを抜いたが、銃身まではチェックせず保管庫に戻した。
そして事故当日、撮影前の点検でまたも銃身のチェックを怠り、さらに引き金を引くときは映像でわからない程度に照準を標的から外すという基本ルールをマッシーに指示しなかった。銃身に詰まっていた弾頭は実弾に近い威力で射出された。

### 事故後
リーが死亡したあと、プロデューサーは2日間悩んだ末に800万ドルを補充して製作続行を決めた。残りの撮影はあと3日分しかなく技術的には問題なさそうだったが、懸念されるのは関係者の精神的ダメージだった。婚約者シェリーを演じるソフィア・シャイナスはロサンゼルスの自宅に引きこもり、リーととても仲が良かったアレックス・プロヤス監督 (33) もしばらく休ませて欲しいと故郷のオーストラリアに戻ってしまった。
1ヶ月が過ぎ、監督とプロデューサーはロサンゼルスに戻って脚本を書き直し、その2週間後、事故が起きたスタジオに関係者を呼び戻した。撮影を再開する日は心理カウンセラーも用意した。
リーの代役にはスタントマンのチャド・スタエルスキが起用された。リーとスタエルスキはイノサントアカデミーで共に修業をした仲で、リーの動きをいちばんよく知っている人物だった。リーに似せたフォームラテックス製のマスクを着ける案があったが、とてもそのような気分になれないので顔が見えにくいアクションやロングショットを多用するなど撮り方を工夫した。また、特殊効果を担当するドリームクエストイメージは、スタエルスキの映像にリーの顔を合成したり未使用フィルムを組み合わせて新たなシーンを作るなど、当時としては最先端のデジタル技術を使って合計52のVFXシーンを作り上げた。
こうして1993年6月28日に”The Crow” が完成した。パラマウントが途中で撤退したため多くの配給会社に売り込んだ結果、翌年3月にようやくミラマックスが名乗りを上げた。1994年5月11日、ニューヨークとロサンゼルスで初上映されるとたちまち評判が広がり、2日後には1,000館で上映されるというミラマックスにとって過去最大規模の作品になった。
リーの母親のリンダ・リー・キャドウェルは、プロデューサー他13名を相手に過失致死罪の訴訟を起こし、最終的に条件非公開で和解した。2021年にアレック・ボールドウィン主演の西部劇 "Rust" の撮影中に拳銃による死亡事故が発生した際、リーの家族は追悼メッセージを送っている。
銃を撃ったマイケル・マッシーの責任は問われなかったが、精神的に打ちのめされ1年間休業した。その後も「ブランドン・リーを撃った男」という不名誉な肩書きを背負うことになった。マッシーはこの映画を一度も見ることなく、2016年に61歳で亡くなった。

## 賞歴
第4回MTVムービー・アワード
- ノミネート：作品賞
- 受賞：歌曲賞 - ストーン・テンプル・パイロッツ『Big Empty』
- ノミネート：男優賞 - ブランドン・リー

## その他
- 本作を題材にしたパチンコ・パチスロ機のリリースの企画が過去に存在したが、作品の権利元からは許諾が得られたものの、ブランドンの遺族側の許諾が得られなかった。ブランドンの死因が銃の誤射であるため、ギャンブル要素を含む商用利用への許諾は出来ないというのがその理由であった[11]。
- テレビシリーズ「クロウ・天国への階段」(The Crow: Stairway to Heaven）が1998～1999年の２シーズン製作された。主演はマーク・ダカスコス。
- リブート作品となる映画「The Crow」が2024年に公開される[12]。監督はルパート・サンダース、主演はビル・スカルスガルド。